# Сорокіна Тамара Опанасівна
Сорокіна Тамара Опанасівна (рос. Сорокина Тамара Афанасьевна; 19 травня 1931, Клинці, Західна область — 2 січня 2021, Москва) — радянська і російська співачка (сопрано) та педагог, Народна артистка Росії (1973).

## Біографія
Народилася 19 травня 1931 року в місті Клинці Західної області РРФСР (нині Брянська область) в родині ткачів, працівників Троїцької фабрики. Із 6 років займалася музикою. Під час Другої світової війни разом з матір'ю та братом евакуювалася до Барнаулу. Там Тамара виступала у шпиталях, співала перед пораненими, акомпануючи собі на акордеоні.
1952 року закінчила Музичне училище при Ленінградській консерваторії (педагог Катерина Павлівна Андреєва), потім навчалася у Є. В. Шумської. У 1952—1954 роках була солісткою Ленінградського театру опери та балету ім. Кірова.
У 1954—1982 роках виступала в Большому театрі СРСР. За майже 30 років на сцені Большого театру підготовила і виконала 39 партій. Гастролювала за кордоном (Індія, Польща, Японія, Австралія, Італія, Філіппіни, Канада, Франція, Німеччина, Угорщина). Виступала як концертна співачка. Викладала в Російському інституті театрального мистецтва.
Померла 2 січня 2021 року у Москві в 89-річному віці.

## Родина
- Чоловік — артист балету, балетмейстер Ягудін Шаміль Хайруллович (1932—2005), Народний артист РРФСР.
- Син — диригент і піаніст Павло Шамілевич Сорокін (нар. 1963), заслужений артист Росії, диригент Королівського театру «Ковент-Гарден».

## Нагороди та відзнаки
- Перша премія конкурсу вокалістів на V Всесвітньому фестивалі молоді та студентів у Варшаві (1955).
- Заслужена артистка РРФСР (17.01.1968).
- Народна артистка РРФСР (1.03.1973).
- Заслужена артистка Каракалпакскої АРСР (1974)
- Орден Трудового Червоного Прапора (1976)

## Оперні партії

### Ленінградський театр опери та балету ім. Кірова
- «Тарасова родина» Д. Кабалевського — Настя
- «Хованщина» М. Мусоргського — Емма

### Большой театр
- 1954 — «Іоланта» П. Чайковського — Бригітта
- 1954 — «Пікова дама» П. Чайковського — Прилепа
- 1955 — «Іоланта» П. Чайковського — Іоланта
- 1955 — «Лакме» Л. Деліба — Елен
- 1956 — «Царская неречена» Н. Римського-Корсакова — Марфа
- 1956 — «Микита Вершинін» Д. Кабалевського — Катя
- 1956 — «Богема» Дж. Пуччині — Мімі
- 1957 — «Травіата» Дж. Верді — Віолетта
- 1957 — «Євгеній Онєгін» П. Чайковського — Тетяна
- 1958 — «Фауст» Ш. Гуно — Маргарита
- 1959 — «Банк Бан» Ф. Эркеля — Мелінда
- 1960 — «Весілля Фігаро» В. А. Моцарта — Барбарина
- 1960 — «Борис Годунов» М. Мусоргського — Ксенія
- 1961 — «Не тільки кохання» Р. Щедріна — Нюрочка
- 1962 — «Фальстаф» Дж. Верді — Нанетта
- 1963 — «Русалка» А. Даргомижського — Ольга
- 1964 — «Війна і мир» С. Прокоф'єва — Перша актриса
- 1964 — «Хованщина» М. Мусоргського — Емма
- 1964 — «Снігуронька» Н. Римського-Корсакова — Снігуронька
- 1964 — «Казка про царя Салтана» Н. Римського-Корсакова — Царівна-лебідь
- 1964 — «Кармен» Ж. Бізе — Мікаела
- 1965 — «Весілля Фігаро» В. А. Моцарта — Сюзанна
- 1965 — «Ріголетто» Дж. Верді — Джильда
- 1966 — «Чіо-Чіо-сан» Дж. Пуччині — Чіо-Чіо-сан
- 1967 — «Сказ про невидимий град Кітеж і діву Февронію» Н. Римського-Корсакова — Сірін
- 1970 — «Війна і мир» С. Прокоф'єва — Дуняша
- 1971 — «Невідомий солдат» К. Молчанова — Медсестра
- 1973 — «Франческа да Ріміні» С. Рахманінова — Франческа
- 1973 — «Трубадур» Дж. Верді — Леонора
- 1975 — «Війна і мир» С. Прокоф'єва — Наташа Ростова